# Op 't platteland
"Op 't platteland" is een nummer van de Nederlandse zanger Daniël Lohues. Het nummer werd uitgebracht op zijn album D uit 2014. Op 4 februari van dat jaar werd het nummer uitgebracht als de eerste single van het album.

## Achtergrond
"Op 't platteland" is geschreven door Lohues en geproduceerd door Lohues en Bart Wagemakers. In het nummer zingt Lohues in het Drents over zijn liefde over het platteland, waar hij nooit vandaan wil gaan. Op 4 februari 2014 werd het nummer voor het eerst gedraaid op de Nederlandse radiozender Radio 2. Voor de videoclip van het nummer riep hij fans op om hun favoriete foto's van het platteland op te sturen. Het resultaat van deze actie werd op 20 februari 2014 op YouTube geplaatst.
"Op 't platteland" bereikte in Nederland geen hitlijsten. Desondanks verkreeg het wel bekendheid en stond het tussen 2015 en 2017 genoteerd in de Top 2000 van NPO Radio 2. In 2018 verdween het uit de lijst, maar in 2019 kreeg het opnieuw aandacht na een oproep van boerenorganisatie Team Agro NL om onder meer dit nummer in de lijst te stemmen om de boerenprotesten die op dat moment plaatsvonden te steunen. De actie werd een succes en het nummer keerde dat jaar terug in de lijst op plaats 473.

## NPO Radio 2 Top 2000
| Nummer met noteringen in de NPO Radio 2 Top 2000 | '15  | '16  | '17  | '18 | '19 |
| ------------------------------------------------ | ---- | ---- | ---- | --- | --- |
| Op 't platteland                                 | 1549 | 1843 | 1980 | -   | 473 |

1. ↑  Een '-' betekent dat het nummer niet was genoteerd en een vetgedrukt getal geeft de hoogste notering aan.
2. ↑  2015 was het eerste jaar met een notering voor dit nummer.
3. ↑  Deze tabel is bijgewerkt tot en met de laatste editie (2024).